# Eufairmairia decisus
Eufairmairia decisus är en insektsart som beskrevs av Walker. Eufairmairia decisus ingår i släktet Eufairmairia och familjen hornstritar. Inga underarter finns listade i Catalogue of Life.